# Bündelungsfaktor
Der Bündelungsfaktor (englisch distance factor) ist ein technischer Parameter von Lautsprechern und Mikrofonen.
Der Bündelungsfaktor gibt an, wie viel Mal größer der Besprechungsabstand eines Mikrofons mit gerichteter Charakteristik gegenüber dem eines Mikrofons mit kugelförmiger Richtcharakteristik sein kann, um das gleiche D/R-Verhältnis zu erhalten (D = Direktschall, R = Reflektierter Schall).
Der Bündelungsfaktor ergibt sich als Wurzel des Bündelungsgrads {\displaystyle \gamma }:
{\displaystyle {\text{DSF}}={\sqrt {\gamma }}}
| Mikrofon-Bündelungsfähigkeit |                  |                     |
| Mikrofoncharakteristik       | Bündelungsgrad γ | Bündelungsfaktor √γ |
| Kugel                        | 1,000            | 1,000               |
| Breite Niere (-9,5)          | 2,077            | 1,441               |
| Acht                         | 3,000            | 1,732               |
| Niere                        | 3,000            | 1,732               |
| Superniere                   | 3,732            | 1,932               |
| Hyperniere                   | 4,000            | 2,000               |